# 17 de janeiro
17 de janeiro é o 17.º dia do ano no calendário gregoriano. Faltam 348 dias para acabar o ano (349 em anos bissextos).

## Eventos históricos

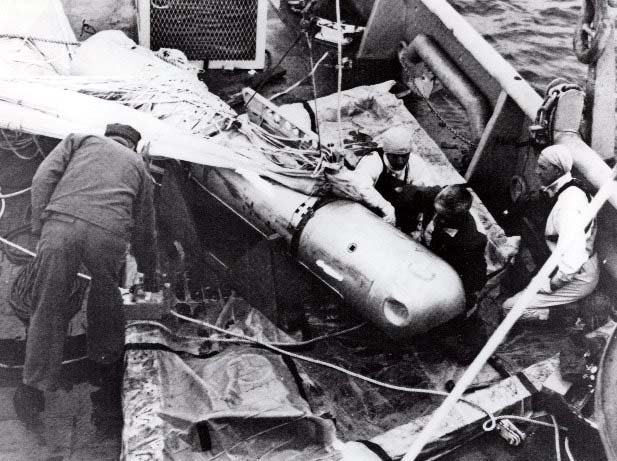
1966: Incidente Palomares.

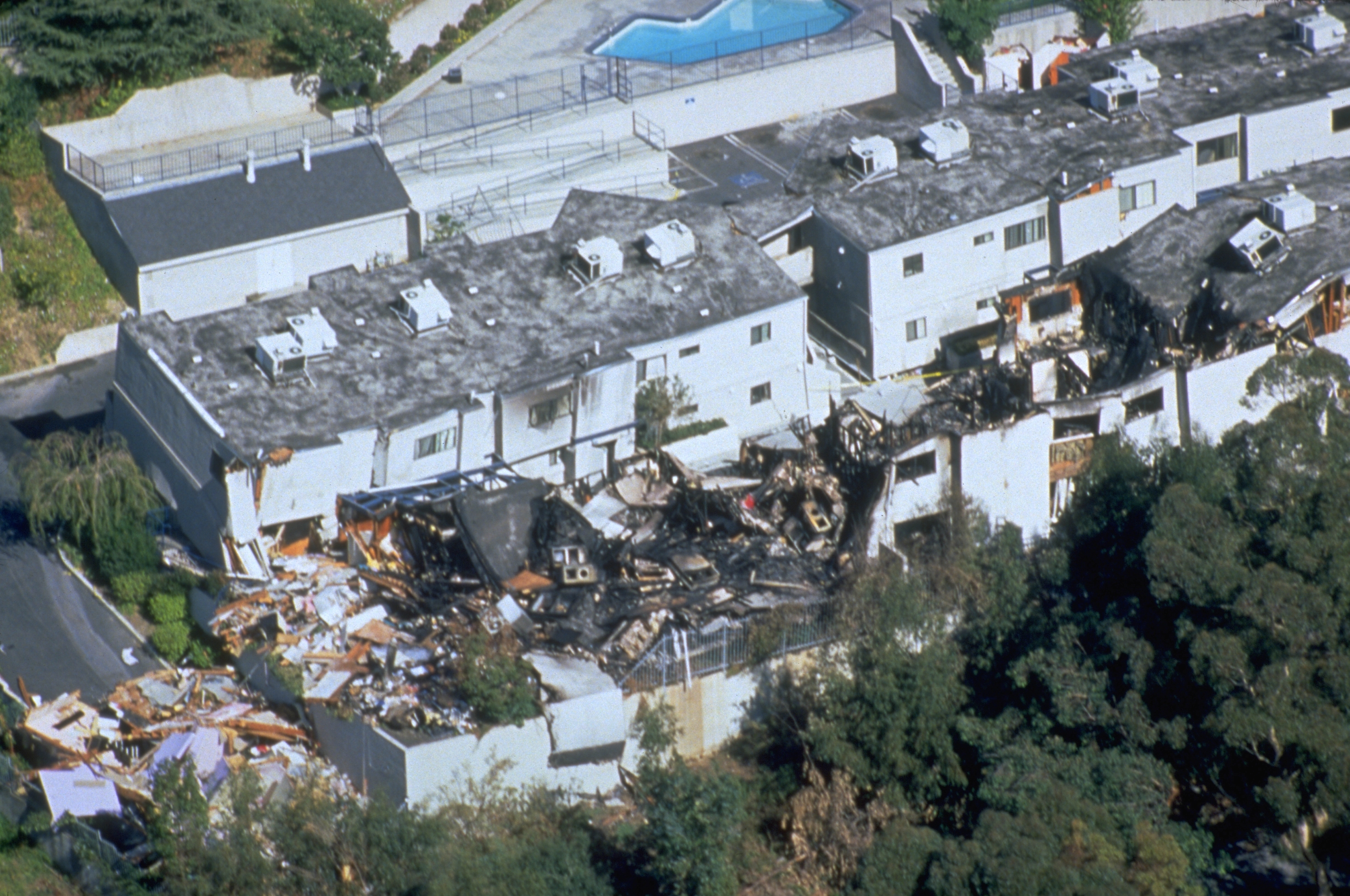
1994: Sismo de Northridge.

- 38 a.C. — Na República Romana, o então triunviro Otaviano divorcia de Escribônia e se casa com Lívia Drusa, terminando a frágil paz entre o Segundo Triunvirato e Sexto Pompeu.
- 0395 — Com a morte do imperador Teodósio I, o Império Romano é permanentemente dividido em Império Romano do Oriente governado por Arcádio, e Império Romano do Ocidente governado por Honório.
- 1287 — Afonso III de Aragão invade Minorca.
- 1328 — Luís IV e Margarida II, Condessa de Hainaut são coroados imperador e imperatriz consorte do Sacro Império Romano-Germânico (atual Alemanha), na Basílica de São Pedro, em Roma.
- 1377 — Papa Gregório XI muda o Papado de Avinhão de volta para Roma.
- 1462 — Descobrimento pelo navegador português Diogo Afonso da ilha de Santo Antão em Cabo Verde.
- 1524 — Giovanni da Verrazano navega em direção ao oeste da Madeira para encontrar uma rota marítima para o Oceano Pacífico.
- 1562 — A França concede tolerância religiosa aos huguenotes pelo Édito de Saint-Germain.
- 1595 — Durante as Guerras religiosas na França, Henrique IV da França declara guerra à Espanha.
- 1773 — Capitão James Cook lidera a primeira expedição a navegar ao sul do Círculo Polar Antártico.
- 1781 — Guerra de Independência dos Estados Unidos: Batalha de Cowpens: tropas continentais sob comando do general de brigada Daniel Morgan derrotam as forças da metrópole britânica sob comando do tenente-coronel Banastre Tarleton na Carolina do Sul.
- 1786 — Descoberta do Cometa Encke por Pierre Méchain em Paris.
- 1811 — Guerra da Independência do México: na Batalha da Ponte Calderón, uma força da metrópole espanhola de 6 000 soldados em desvantagem numérica derrota quase 100 000 revolucionários hispano-mexicanos.[1]
- 1885 — Uma força britânica derrota um grande exército dervixe na Batalha de Abu Klea no Sudão.
- 1899 — Estados Unidos tomam posse da ilha Wake no Oceano Pacífico.
- 1890 — Ruy Barbosa, inicia um novo plano econômico, que gerará a Crise do encilhamento, com aumento da inflação e uma bolha de crédito no Brasil.
- 1909 — Fundação da Universidade Federal do Amazonas.
- 1912 — Capitão Robert Falcon Scott alcança o Polo Sul, um mês depois de Roald Amundsen.
- 1915 — Império Russo derrota o Império Otomano na Batalha de Sarecamixe durante a Campanha do Cáucaso na Primeira Guerra Mundial.
- 1917 — Os Estados Unidos pagam à Dinamarca US$ 25 milhões pelas Ilhas Virgens.[2]
- 1918 — Guerra Civil Finlandesa: as primeiras batalhas ocorrem entre a guarda vermelha e a guarda branca.
- 1920 — Começa a proibição do álcool nos Estados Unidos.[3]
- 1944 — Segunda Guerra Mundial: as forças aliadas lançam o primeiro de quatro assaltos sobre Monte Cassino com a intenção de atravessar a Linha de inverno e cercar Roma, um esforço que em última instância levaria quatro meses e custaria 105 mil vítimas aliadas.
- 1945
  - Segunda Guerra Mundial: a Ofensiva no Vistula–Oder força as tropas alemãs a desocuparem Varsóvia.
  - SS-Totenkopfverbände inicia a evacuação do campo de concentração de Auschwitz quando as forças soviéticas se aproximam.
  - O diplomata sueco Raoul Wallenberg é levado sob custódia soviética enquanto estava na Hungria; ele nunca mais foi visto publicamente.
- 1946 — Conselho de Segurança das Nações Unidas realiza sua primeira sessão.
- 1950 — Aprovada a Resolução 79 do Conselho de Segurança das Nações Unidas relativa ao controle de armas.
- 1961 — O presidente dos Estados Unidos, Dwight D. Eisenhower, faz um discurso de despedida televisionado à sua nação três dias antes de deixar o cargo, no qual adverte contra a acumulação de poder pelo "complexo militar-industrial", bem como os perigos de gastos maciços, especialmente déficit gerado.
- 1966 — Incidente Palomares: um bombardeiro B-52 colide com um KC-135 sobre a Espanha, matando sete aviadores e deixando cair três bombas nucleares de 70 quilos perto da cidade de Palomares e outra no mar.
- 1969 — Bunchy Carter e John Huggins, membros do Partido dos Panteras Negras, são mortos durante uma reunião no Campbell Hall do campus da Universidade da Califórnia em Los Angeles.
- 1981 — O presidente das Filipinas, Ferdinand Marcos, suspende a lei marcial oito anos e cinco meses após declará-la.[4]
- 1991
  - Início da Operação Tempestade no Deserto. O Iraque lança oito mísseis Scud contra Israel em uma tentativa malsucedida de provocar retaliação israelense.
  - Haroldo V da Noruega torna-se rei, após a morte de seu pai, o rei Olavo V.
- 1992 — Durante uma visita à Coreia do Sul, o primeiro-ministro japonês Kiichi Miyazawa se desculpa por seu país ter forçado as mulheres coreanas à escravidão sexual durante a Segunda Guerra Mundial.
- 1994 — Sismo de Northridge de 6,7 Mw atinge a área da Grande Los Angeles com uma intensidade máxima de Mercalli de IX (Violento), deixando 57 pessoas mortas e mais de 8 700 feridas.
- 1995 — Grande Sismo de Hanshin-Awaji de 6,9 Mw atinge a parte sul da prefeitura de Hyogo no Japão, com um máximo de shindo de VII, deixando entre 5 502 a 6 434 pessoas mortas e 251 301 – 310 000 desabrigadas.
- 1996 — A República Checa candidata-se à adesão à União Europeia.
- 1997 — Estação da Força Aérea de Cabo Canaveral: um Delta II carregando um satélite GPS2R explode 13 segundos após o lançamento, deixando cair 250 toneladas de foguete em chamas ao redor da plataforma de lançamento.
- 1998 — Escândalo Lewinsky: Matt Drudge publica a história do caso Bill Clinton-Monica Lewinsky em seu site Drudge Report.
- 2002 — O Monte Nyiragongo entra em erupção na República Democrática do Congo, deslocando cerca de 400 mil pessoas.
- 2007 — Relógio do Juízo Final é programado para cinco minutos para a meia-noite em resposta aos testes nucleares da Coreia do Norte.
- 2017 — Ataque aéreo em Rann, Nigéria, mata mais de 50 civis, após a Força Aérea da Nigéria bombardear por engano um campo de refugiados.
- 2019 — Atentado suicida em Bogotá, Colômbia, deixa 21 mortos e 68 feridos.
- 2021
  - A Agência Nacional de Vigilância Sanitária do Brasil aprova o uso emergencial das vacinas da Coronavac (em parceria com o Instituto Butantan) e da Oxford-AstraZeneca (em parceria com a Fiocruz) em todo o país.[5]
  - A primeira pessoa vacinada no Brasil, contra o Covid-19 foi a enfermeira Mônica Calazans pela aplicadora da primeira dose, a também enfermeira, Jéssica Pires.

## Nascimentos

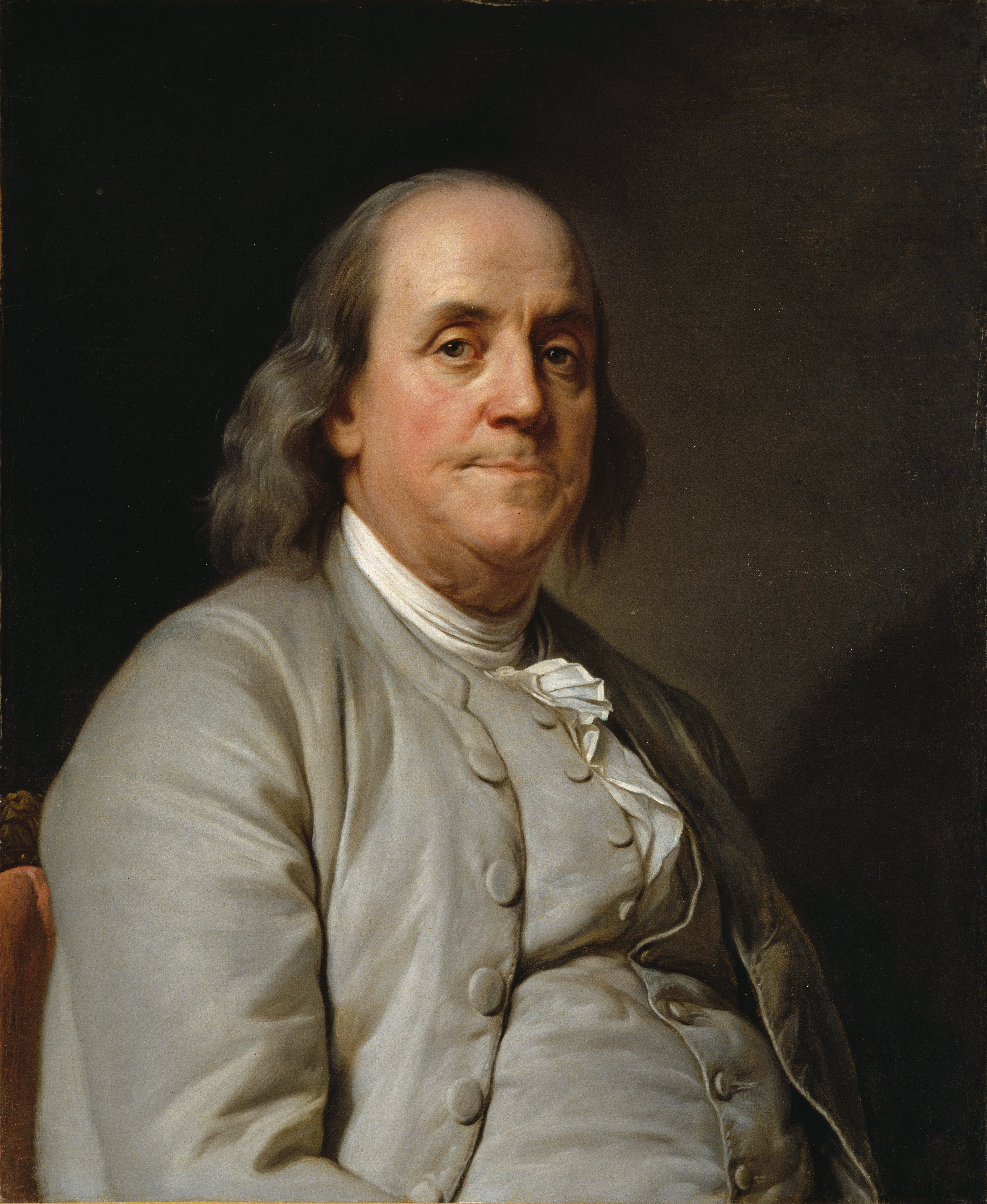
Benjamin Franklin

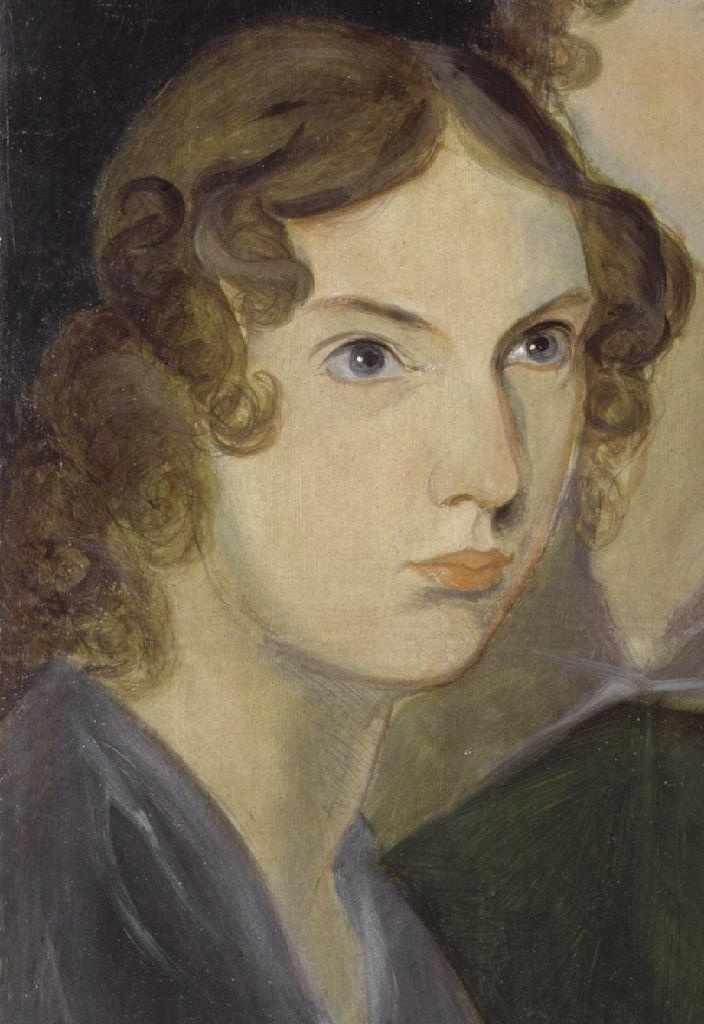
Anne Brontë

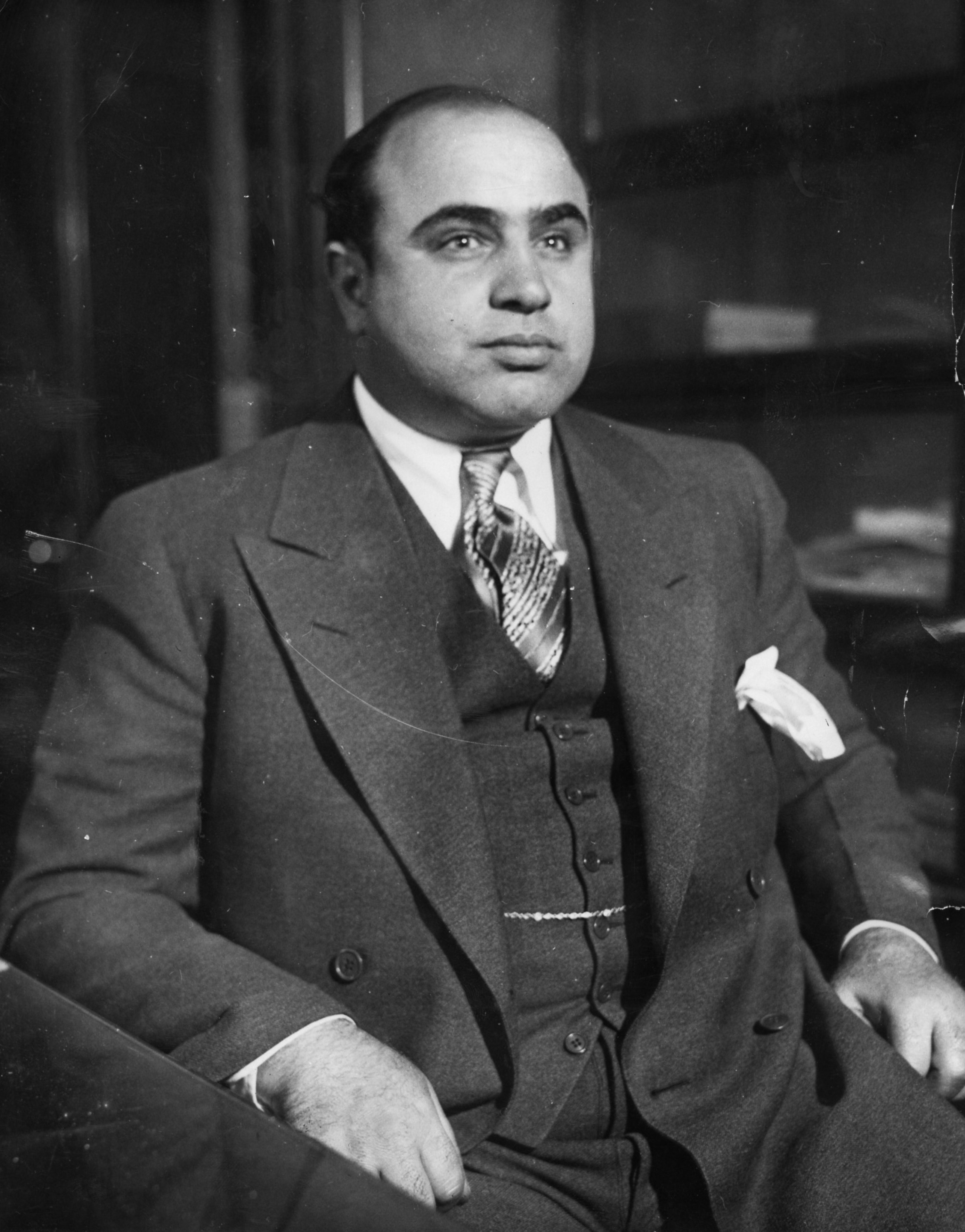
Al Capone

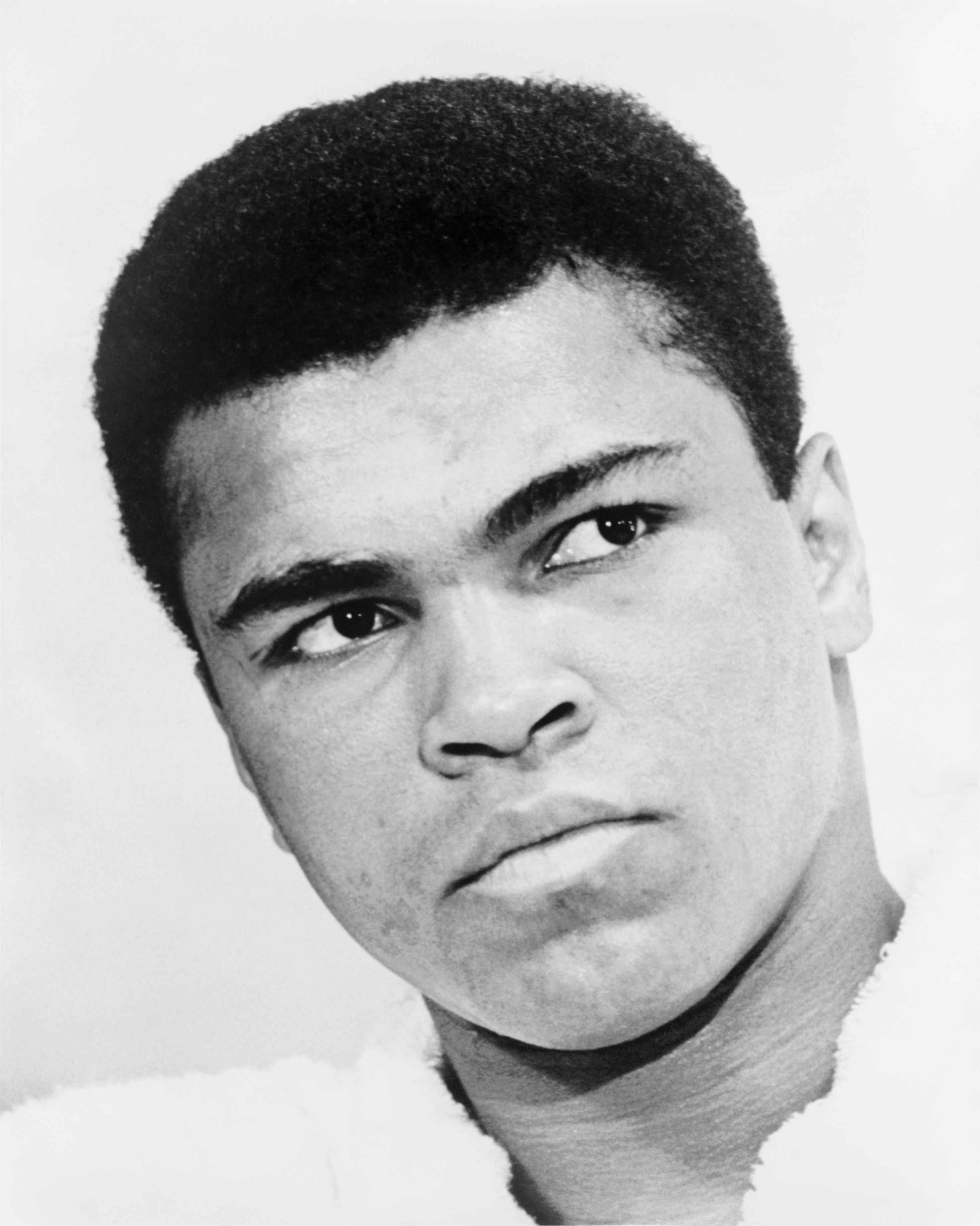
Muhammad Ali

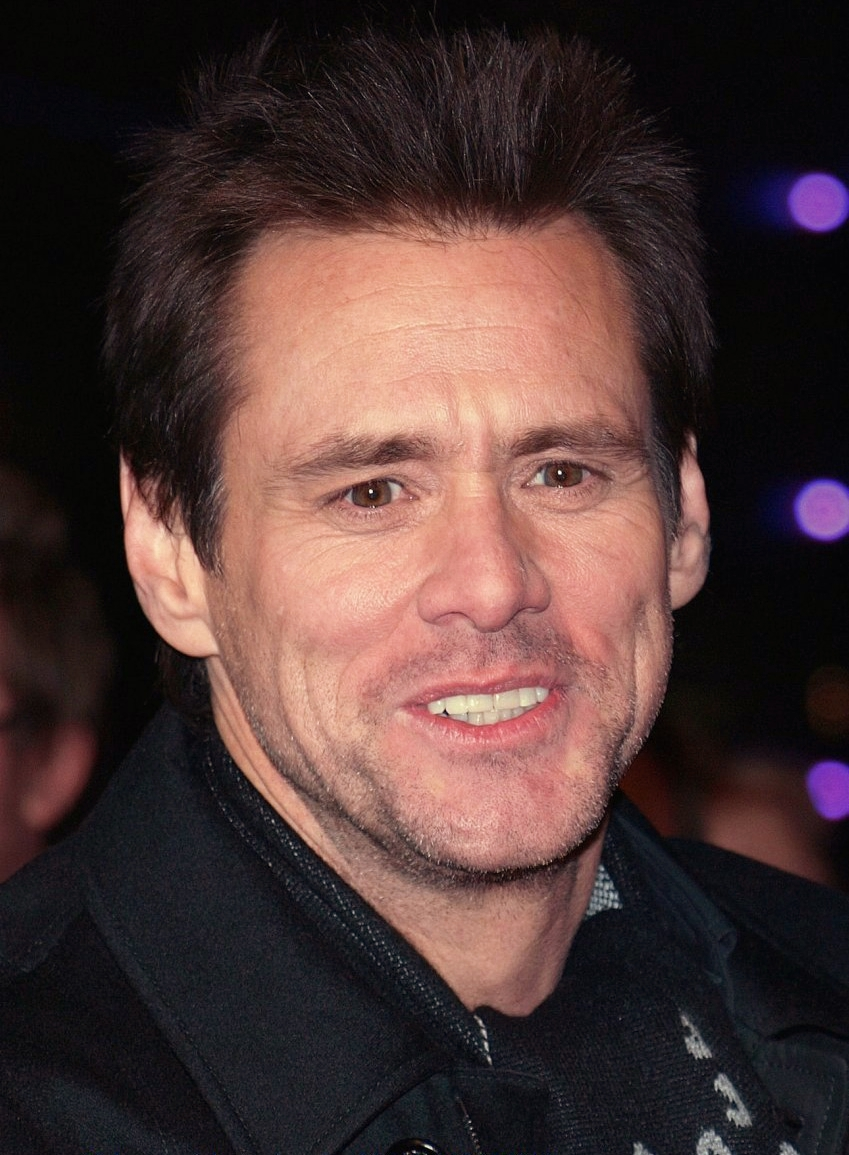
Jim Carrey

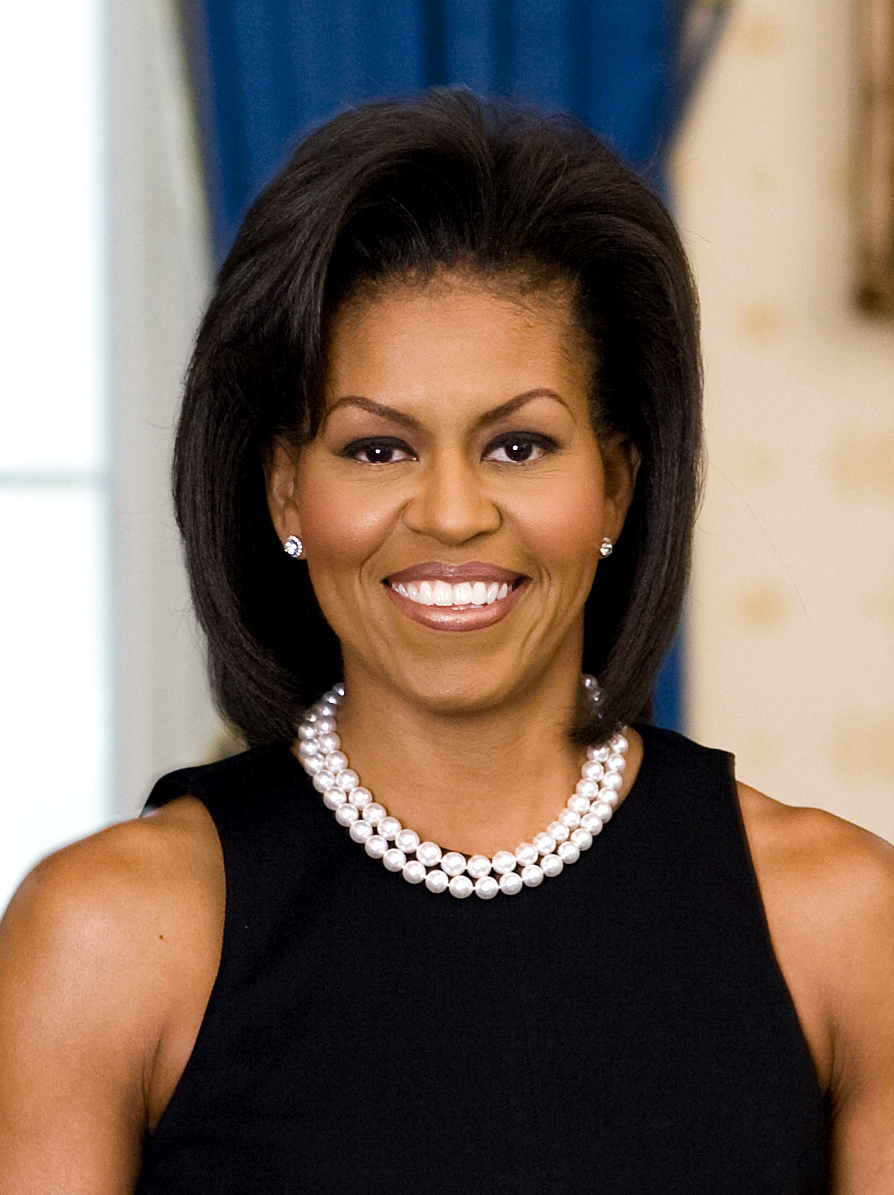
Michelle Obama

### Anteriores ao século XIX
- 1342 — Filipe II da Borgonha (m. 1404).
- 1429 — Antonio Pollaiuolo, artista italiano (m. 1498).
- 1463 — Frederico III, Eleitor da Saxônia (m. 1525).
- 1472 — Guidobaldo I de Montefeltro, capitão italiano (m. 1508).
- 1484 — Georg Spalatin, padre e reformador alemão (m. 1545).
- 1501 — Leonhart Fuchs, médico e botânico alemão (m. 1566).
- 1504 — Papa Pio V (m. 1572).
- 1517 — Henrique Grey, 1.º Duque de Suffolk (m. 1554).
- 1560 — Gaspard Bauhin, botânico, médico e acadêmico suíço (m. 1624).
- 1574 — Robert Fludd, médico, astrólogo e matemático inglês (m. 1637).
- 1600 — Calderón de la Barca, dramaturgo e poeta espanhol (m. 1681).
- 1601 — Maria de La Tour de Auvérnia, nobre francesa (m. 1665).
- 1659 — Antonio Veracini, violinista e compositor italiano (m. 1745).
- 1666 — Antonio Maria Valsalva, anatomista e médico italiano (m. 1723).
- 1706 — Benjamin Franklin, editor, inventor e político estadunidense (m. 1790).
- 1709 — Margaret Rolle, 15.ª Baronesa Clinton (m. 1781).
- 1732 — Estanislau II Augusto da Polônia (m. 1798).
- 1739 — James Anderson de Hermiston, agricultarista, jornalista e economista britânico (m. 1808).
- 1764 — Maria Carolina de Saboia, princesa eleitora da Saxônia (m. 1782).
- 1771 — Charles Brockden Brown, escritor e historiador estadunidense (m. 1810).
- 1800
  - Caleb Cushing, advogado, político e diplomata estadunidense (m. 1879).
  - Frances Vane, Marquesa de Londonderry (m. 1865).

### Século XIX
- 1814
  - Ellen Wood, escritora britânica (m. 1887).
  - James C. Dobbin, advogado e político estadunidense (m. 1857).
  - Hippolyte Lucas, entomologista e naturalista francês (m. 1899).
- 1820 — Anne Brontë, escritora e poetisa britânica (m. 1849).
- 1828 — Ede Reményi, violinista e compositor húngaro (m. 1898).
- 1831 — Isabel Francisca da Áustria (m. 1903).
- 1832 — Henry Martyn Baird, historiador e acadêmico estadunidense (m. 1906).
- 1834 — August Weismann, biólogo, zoólogo e geneticista alemão (m. 1914).
- 1845 — Manuel Lisandro Barillas Bercián, político guatemalteco (m. 1907).
- 1847 — Nikolai Jukovski, cientista e matemático russo (m. 1921).
- 1850 — Joaquim Arcoverde, cardeal brasileiro (m. 1930).
- 1856 — Jens Bratlie, político e advogado norueguês (m. 1939).
- 1860 — Douglas Hyde, acadêmico e político irlandês (m. 1949).
- 1863
  - David Lloyd George, advogado e político britânico (m. 1945).
  - Constantin Stanislavski, ator e diretor russo (m. 1938).
- 1864 — Luís de Jesus de Bourbon (m. 1889).
- 1867 — Carl Laemmle, produtor de cinema estadunidense (m. 1939).
- 1870 — Maria Luísa de Bourbon-Parma (m. 1899).
- 1871
  - David Beatty, 1.º Conde Beatty, almirante britânico (m. 1936).
  - Nicolae Iorga, historiador e político romeno (m. 1940).
- 1875 — Florencio Sánchez, jornalista e dramaturgo uruguaio (m. 1910).
- 1880 — Mack Sennett, ator, diretor e produtor canadense-estadunidense (m. 1960).
- 1881
  - Antoni Łomnicki, matemático e acadêmico polonês (m. 1941).
  - Alfred Radcliffe-Brown, etnógrafo e antropólogo britânico (m. 1955).
- Borja Iglesias1882

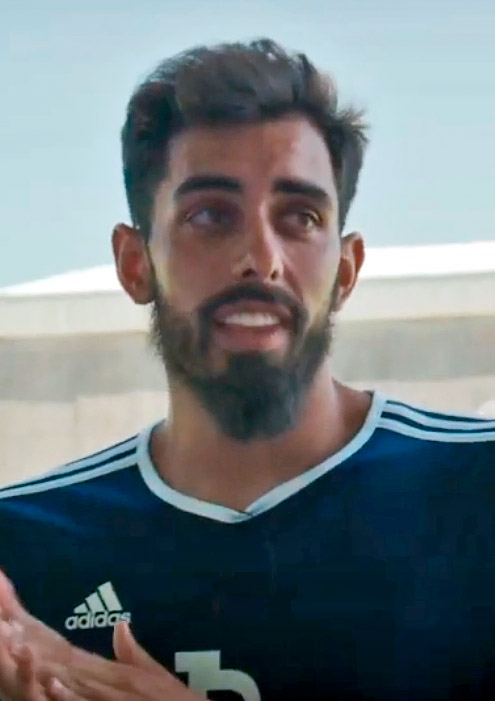
Borja Iglesias

  - Noah Beery, ator estadunidense (m. 1946).
  - Helena Vladimirovna da Rússia (m. 1957).
- 1886 — Ronald Firbank, escritor britânico (m. 1926).
- 1889 — Ralph Howard Fowler, físico e astrônomo britânico (m. 1944).
- 1897 — Marcel Petiot, médico e assassino em série francês (m. 1946).
- 1899 — Al Capone, gângster estadunidense (m. 1947).

### Século XX

#### 1901–1950
- 1905 — Peggy Gilbert, saxofonista e líder de banda estadunidense (m. 2007).
- 1906 — Guillermo Stábile, futebolista e treinador de futebol argentino (m. 1966).
- 1907
  - Oscarino Costa Silva, futebolista brasileiro (m. 1990).
  - František Junek, futebolista tcheco (m. 1970).
- 1908 — Cus D'Amato, empresário e treinador de boxe estadunidense (m. 1985).
- 1911
  - George Joseph Stigler, economista e acadêmico estadunidense (m. 1991).
  - Gavriil Kachalin, futebolista e treinador de futebol russo (m. 1995).
  - Philibert Smellinckx, futebolista belga (m. 1977).
- 1913
  - Walter Pinto, produtor e diretor de teatro de revista brasileiro (m. 1994).
  - Luis Orlando Lagos Vásquez, fotógrafo chileno (m. 2007).
- 1914 — Théodore Lefèvre, político belga (m. 1973).
- 1916 — Peter Frelinghuysen Jr., tenente e político estadunidense (m. 2011).
- 1920 — Georges Pichard, escritor e ilustrador francês (m. 2003).
- 1921
  - Elisa Frota Pessoa, física experimental brasileira (m. 2018).
  - Antonio Prohías, cartunista cubano (m. 1998).
- 1922
  - Betty White, atriz e comediante estadunidense (m. 2021).
  - Luis Echeverría, acadêmico e político mexicano (m. 2022).
- 1925
  - Eduardo Gutiérrez, futebolista boliviano (m. ?).
  - Patricia Owens, atriz canadense-estadunidense (m. 2000).
- 1926 — Moira Shearer, atriz e bailarina britânica (m. 2006).
- 1927
  - Eartha Kitt, atriz e cantora estadunidense (m. 2008).
  - Pierre Thiolon, basquetebolista francês (m. 2014).
  - Francisco Egydio, cantor brasileiro (m. 2007).
  - Lee Spetner, biofísico, engenheiro e escritor estadunidense (m. 2024).
- 1928 — Vidal Sassoon, cabeleireiro e empresário anglo-estadunidense (m. 2012).
- 1929 — Jacques Plante, jogador, treinador e comentarista esportivo de hóquei no gelo canadense-suíço (m. 1986).
- 1931
  - James Earl Jones, ator e dublador estadunidense (m. 2024).
  - Douglas Wilder, militar e político estadunidense.
- 1932
  - Sheree North, atriz e dançarina estadunidense (m. 2005).
  - Jackie Henderson, futebolista britânico (m. 2005).
- 1933 — Dalida, cantora e atriz franco-egípcia (m. 1987).
- 1935 — Ruth Ann Minner, empresária e política estadunidense (m. 2021).
- 1936 — Leonid Ostrovskiy, futebolista letão (m. 2001).
- 1937 — Alain Badiou, filósofo e acadêmico francês.
- 1938 — David Theile, ex-nadador australiano.
- 1939 — Niels Helveg Petersen, político dinamarquês (m. 2017).
- 1940
  - Kipchoge Keino, ex-atleta queniano.
  - Tabaré Vázquez, médico e político uruguaio (m. 2020).
- 1941
  - Jorge Mautner, músico brasileiro.
  - Gonçalo Byrne, arquiteto português.
- 1942
  - Muhammad Ali, pugilista estadunidense (m. 2016).
  - Nancy Parsons, atriz estadunidense (m. 2001).
- 1943
  - Chris Montez, cantor, compositor e guitarrista estadunidense.
  - René Préval, agrônomo e político haitiano (m. 2017).
- 1944 — Françoise Hardy, cantora e atriz francesa (m. 2024).
- 1946 — José Mauro Volkmer de Castilho, pesquisador brasileiro (m. 1998).
- 1948 — Davíð Oddsson, político islandês.
- 1949
  - Anita Borg, cientista da computação e acadêmica estadunidense (m. 2003).
  - Mick Taylor, cantor, compositor e guitarrista britânico.
  - Patrick Péra, ex-patinador artístico francês.
  - Indio Solari, cantor e compositor argentino.
  - Dick Nanninga, futebolista neerlandês (m. 2015).
  - Charles Gyude Bryant, empresário e político liberiano (m. 2014).
  - Andy Kaufman, ator e comediante estadunidense (m. 1984).

#### 1951–2000
- 1952
  - Kevin Reynolds, cineasta estadunidense.
  - Ryuichi Sakamoto, pianista, compositor e produtor musical japonês (m. 2023).
- 1953 — Jeff Berlin, baixista estadunidense.
- 1954 — Robert F. Kennedy Jr., advogado, escritor e político norte-americano.
- 1955
  - Steve Earle, cantor, compositor, músico, produtor musical, escritor e ator estadunidense.
  - Ismael Ivo, dançarino e coreógrafo brasileiro (m. 2021).
  - Pietro Parolin, cardeal italiano.
- 1956
  - Paul Young, cantor, compositor e guitarrista britânico.
  - Taumaturgo Ferreira, ator brasileiro.
- 1957
  - Steve Harvey, ator, escritor e radialista estadunidense.
  - Ann Nocenti, jornalista e escritora estadunidense.
  - Michel Vaarten, ex-ciclista belga.
- 1958
  - Gabriel Mbilingi, arcebispo angolano.
  - Mohammad Shtayyeh, político e economista palestino.
- 1959
  - Jaime Rodríguez, ex-futebolista hondurenho.
  - Susanna Hoffs, cantora, compositora, guitarrista e atriz estadunidense.
- 1960 — Chili Davis, ex-beisebolista e treinador de beisebol jamaicano-estadunidense.
- 1961
  - Brian Helgeland, diretor, produtor e roteirista estadunidense.
  - Maia Chiburdanidze, enxadrista georgiana.
  - Jorge Guasch, ex-futebolista paraguaio.
- 1962
  - Jim Carrey, ator e produtor de cinema canadense.
  - Ari Up, cantora alemã (m. 2010).
  - Sebastian Junger, jornalista e escritor estadunidense.
- 1963 — Kai Hansen, cantor, compositor, guitarrista e produtor musical alemão.
- 1964
  - Michelle Obama, advogada e ativista estadunidense.
  - Andy Rourke, músico britânico (m. 2023).
  - Alexei Eremenko, ex-futebolista e treinador de futebol russo-finlandês.
- 1965
  - D. J. Caruso, diretor e produtor cinematográfico estadunidense.
  - Patrick Vervoort, ex-futebolista belga.
- 1966
  - Joshua Malina, ator estadunidense.
  - Nobuyuki Kojima, ex-futebolista japonês.
  - Karim Aïnouz, roteirista e diretor de cinema francês.
- 1967 — Richard Hawley, cantor, compositor, guitarrista e produtor musical britânico.
- 1968 — Mathilde Seigner, atriz francesa.
- 1969
  - Tiësto, DJ e produtor musical neerlandês.
  - Lukas Moodysson, diretor, roteirista e escritor sueco.
  - Naveen Andrews, ator britânico.
  - Darío Franco, ex-futebolista e treinador de futebol argentino.
- 1970
  - Genndy Tartakovsky, animador, diretor e produtor russo-estadunidense.
  - Cássio Alves de Barros, ex-futebolista brasileiro.
- 1971
  - Sylvie Testud, atriz, diretora e roteirista francesa.
  - Kid Rock, cantor, compositor, produtor e ator estadunidense.
  - Richard Burns, automobilista britânico (m. 2005).
  - Leslie Benzies, produtor e designer de jogos britânico.
- 1972 — Benno Fürmann, ator alemão.
- 1973
  - Cuauhtémoc Blanco, ex-futebolista, político e ator mexicano.
  - Juan Manuel Peña, ex-futebolista boliviano.
- 1975 — Freddy Rodríguez, ator estadunidense.
- 1977
  - Dmitriy Kirichenko, ex-futebolista russo.
  - Hicham Zerouali, futebolista marroquino (m. 2004).
- 1978
  - Ricky Wilson, cantor e compositor britânico.
  - Petra Mandula, ex-tenista húngara.
  - Patrick Suffo, ex-futebolista camaronês.
  - Carolina Ardohain, modelo argentina.
  - Elvis Kafoteka, ex-futebolista malauiano.
- 1980 — Zooey Deschanel, cantora, compositora e atriz estadunidense.
- 1981
  - Thierry Ascione, ex-tenista francês.
  - Diogo Morgado, modelo e ator português.
- 1982
  - Ricardo Bóvio, ex-futebolista brasileiro.
  - Dwyane Wade, ex-jogador de basquete estadunidense.
  - Mel Lisboa, atriz brasileira.
  - Leonardo Miggiorin, ator brasileiro.
- 1983
  - Álvaro Arbeloa, ex-futebolista e treinador de futebol espanhol.
  - Alexander Meier, ex-futebolista alemão.
- 1984
  - Filip Hološko, futebolista eslovaco.
  - Calvin Harris, produtor musical, músico, compositor e DJ britânico.
  - Sophie Dee, atriz britânica.
  - Rovérsio, ex-futebolista brasileiro.
  - Cris, futebolista português.
- 1985
  - Simone Simons, cantora e compositora neerlandesa.
  - Mark Briscoe, wrestler estadunidense.
- 1988
  - Taison, futebolista brasileiro.
  - Héctor Moreno, futebolista mexicano.
  - Abdou Traoré, futebolista malinês.
  - Mike Di Meglio, motociclista francês.
  - Albert Ramos Viñolas, tenista espanhol.
- 1989
  - Kelly Marie Tran, atriz estadunidense.
  - Koji Yamamuro, ginasta japonês.
- 1990
  - Santiago Tréllez, futebolista colombiano.
  - Esteban Chaves, ciclista colombiano.
  - Gonçalo Feio, treinador de futebol português.
- 1991
  - Alise Willoughby, ciclista estadunidense.
  - Willa Fitzgerald, atriz estadunidense.
  - Tiquinho Soares, futebolista brasileiro.
  - Alexander Hammerstone, wrestler norte-americano.
- 1992 — Brendan Canty, ciclista australiano.
- 1993
  - Jusu Karvonen, futebolista finlandês.
  - Ádám Lang, futebolista húngaro.
  - José Sá, futebolista português.
  - Borja Iglesias, futebolista espanhol.
- 1994
  - Pascal Ackermann, ciclista alemão.
  - Lucy Boynton, atriz britânica.
- 1995 — Indya Moore, atriz e modelo estadunidense.
- 1996
  - Nakarin Atiratphuvapat, motociclista tailandês.
  - Victor Lafay, ciclista francês.
- 1997
  - Jake Paul, pugilista, youtuber e ator norte-americano.
  - Maxwell Frost, ativista e político norte-americano.
- 1998
  - Tadas Sedekerskis, basquetebolista lituano.
  - Luiz Henrique, futebolista brasileiro.
  - Natalia Kaczmarek, velocista polonesa.
  - Lovro Majer, futebolista croata.
- 2000
  - Devlin DeFrancesco, automobilista canadense.
  - Ayo Dosunmu, basquetebolista norte-americano.

### Século XXI
- 2001 — Enzo Fernández, futebolista argentino.
- 2004 — Harry Collett, ator britânico.

## Mortes

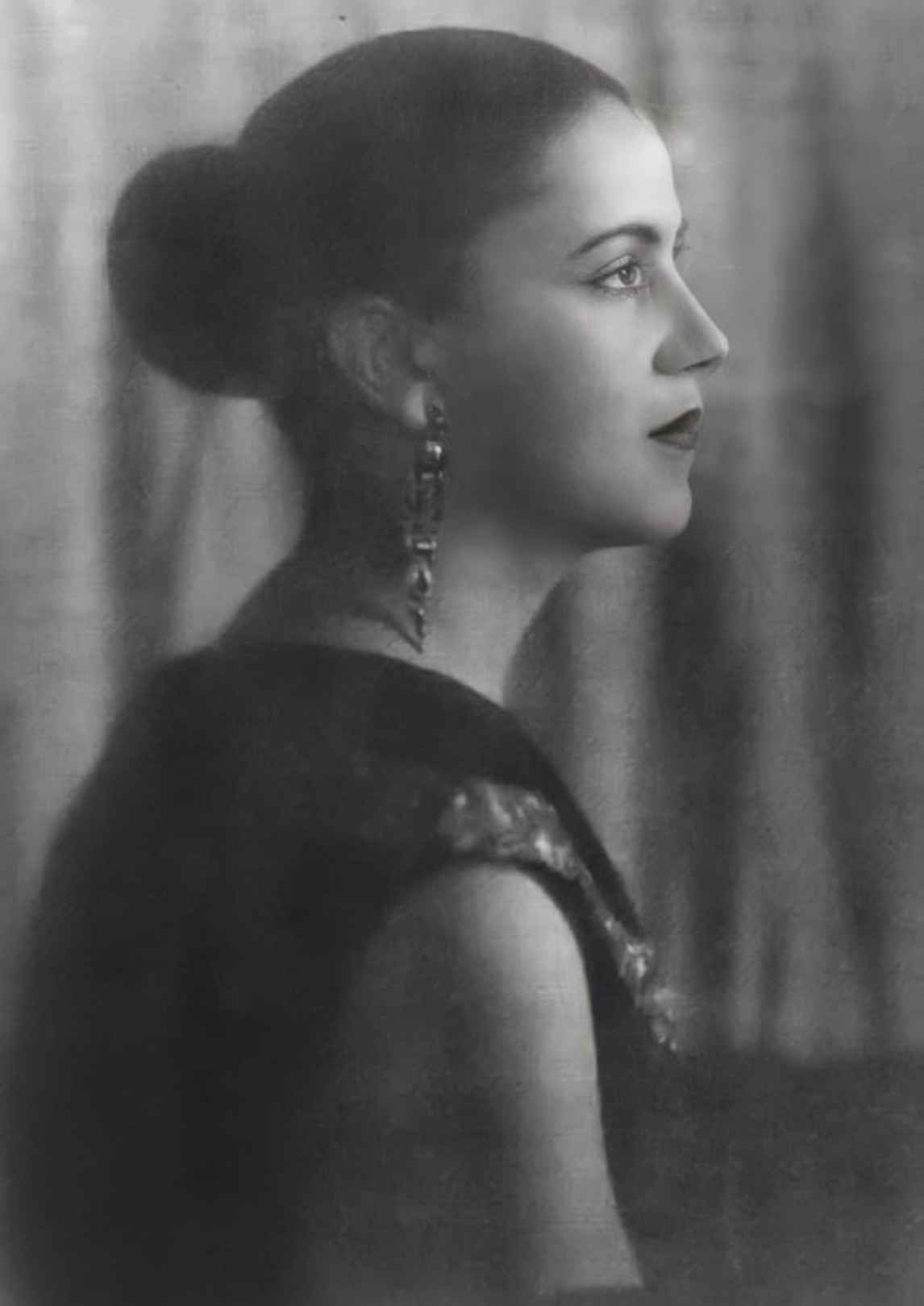
Tarsila do Amaral

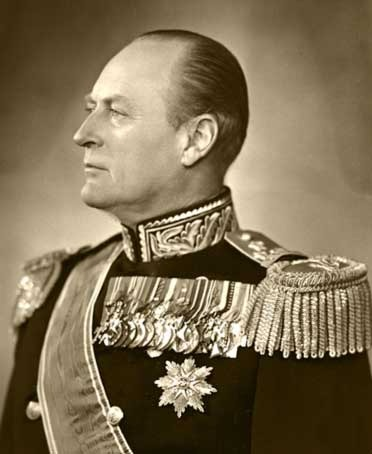
Olavo V da Noruega

Bezerra da Silva

### Anteriores ao século XIX
- 0356 — Antão do Deserto, religioso egípcio (n. 251).
- 0395 — Teodósio, imperador romano (n. 347).
- 0644 — Sulpício, bispo e santo francês (n. ?).
- 0764 — José de Frisinga, bispo alemão (n. ?).
- 1040 — Maçude I de Gásni (n. 998).
- 1156 — André de Montbard, quinto Grão-mestre dos Cavaleiros Templários (n. 1103).
- 1168 — Teodorico da Alsácia (n. 1099).
- 1345 — Martinho Zaccaria, Senhorio de Quios genovês (n. ?).
- 1369 — Pedro I, rei do Chipre (n. 1328).
- 1468 — Skanderbeg, militar e político albanês (n. 1405).
- 1598 — Teodoro I da Rússia (n. 1557).
- 1617 — Fausto Veranzio, bispo e lexicógrafo croata (n. 1551).
- 1694 — Pierre de Guibours, genealogista francês (n. 1625).
- 1705 — John Ray, botânico e historiador inglês (n. 1627).
- 1714 — Gabriel Álvarez de Toledo, escritor espanhol (n. 1662).
- 1736 — Matthäus Daniel Pöppelmann, arquiteto alemão (n. 1662).
- 1750 — Tomaso Albinoni, violinista e compositor italiano (n. 1671).

### Século XIX
- 1805 — Abraham Hyacinthe Anquetil-Duperron, orientalista francês (n. 1731).
- 1826 — Juan Crisóstomo Arriaga, compositor espanhol-francês (n. 1806).
- 1834 — Giovanni Aldini, físico e acadêmico italiano (n. 1762).
- 1843 — Abraham Raimbach, gravurista britânico (n. 1776).
- 1861 — Lola Montez, atriz e dançarina irlandesa (n. 1821).
- 1863 — Horace Vernet, pintor francês (n. 1789).
- 1869 — Aleksandr Dargomyzhsky, compositor russo (n. 1813).
- 1884 — Hermann Schlegel, ornitólogo e herpetólogo alemão (n. 1804).
- 1891
  - Abílio César Borges, educador brasileiro (n. 1824).
  - George Bancroft, historiador e político estadunidense (n. 1800).
- 1893 — Rutherford B. Hayes, general, advogado e político estadunidense (n. 1822).

### Século XX
- 1908 — Fernando IV da Toscana (n. 1835).
- 1910 — Joaquim Nabuco, político, jornalista e historiador brasileiro (n. 1849).
- 1911 — Francis Galton, polímata, antropólogo e geógrafo britânico (n. 1822).
- 1914 — Maria de Araújo, religiosa brasileira (n. 1861).
- 1931 — Pedro Nikolaevich da Rússia (n. 1864).
- 1933 — Louis Comfort Tiffany, artista de vitrais estadunidense (n. 1848).
- 1942 — Walter von Reichenau, marechal-de-campo alemão (n. 1884).
- 1947 — Jean-Marie-Rodrigue Villeneuve, cardeal canadense (n. 1883).
- 1961
  - Patrice Lumumba, político congolês (n. 1925).
  - Étienne Drioton, egiptólogo francês (n. 1889).
- 1962 — Gerrit Achterberg, poeta neerlandês (n. 1905).
- 1973 — Tarsila do Amaral, pintora brasileira (n. 1886).
- 1976 — Manoel Fiel Filho, operário metalúrgico brasileiro (n. 1927).
- 1989 — António Rocha, mártir católico português (n. 1959).
- 1991 — Olavo V da Noruega (n. 1903).
- 1994 — Helen Stephens, corredora, arremessadora de peso e lançadora de disco estadunidense (n. 1918).
- 1995 — Miguel Torga, poeta, ficcionista e ensaísta português (n. 1907).
- 1996 — Barbara Jordan, advogada e política estadunidense (n. 1936).
- 1997 — Clyde Tombaugh, astrônomo e acadêmico estadunidense (n. 1906).

### Século XXI
- 2001 — Gregory Corso, poeta estadunidense (n. 1930).
- 2002
  - Camilo José Cela, escritor e político espanhol (n. 1916).
  - Queenie Leonard, atriz britânica (n. 1905).
- 2003 — Richard Crenna, ator e diretor estadunidense (n. 1926).
- 2004 — Ray Stark, produtor de cinema estadunidense (n. 1915).
- 2005
  - Bezerra da Silva, cantor e compositor brasileiro (n. 1927).
  - Zhao Ziyang, político chinês (n. 1919).
  - Virginia Mayo, atriz, cantora e dançarina estadunidense (n. 1920).
- 2007 — Art Buchwald, jornalista e escritor estadunidense (n. 1925).
- 2008
  - Bobby Fischer, enxadrista e escritor estadunidense (n. 1943).
  - Ernie Holmes, jogador de futebol americano, lutador e ator estadunidense (n. 1948).
  - Allan Melvin, ator estadunidense (n. 1923).
- 2009 — Susanna Foster, atriz estadunidense (n. 1924).
- 2010
  - Erich Segal, escritor e roteirista estadunidense (n. 1937).
  - Daisuke Gōri, ator japonês (n. 1952).
  - Francisco Sarno, futebolista e treinador de futebol brasileiro (n. 1924).
  - Jyoti Basu, político indiano (n. 1914).
- 2011 — Don Kirshner, compositor e produtor estadunidense (n. 1934).
- 2012 — Johnny Otis, cantor, compositor e produtor estadunidense (n. 1921).
- 2013 — Adalgisa Colombo, modelo, apresentadora e atriz brasileira (n. 1940).
- 2014 — Suchitra Sen, atriz indiana (n. 1931).
- 2015 — Origa, cantora russa (n. 1970).
- 2016 — Blowfly, cantor, compositor e produtor estadunidense (n. 1939).
- 2021 — Hamilton Carvalhido, magistrado brasileiro (n. 1941).
- 2023 — Lucile Randon, freira supercentenária francesa (n. 1904).
- 2025 — Jules Feiffer, cartunista, dramaturgo, roteirista e educador estadunidense (n. 1929).

## Feriados e eventos cíclicos
- Dia Mundial do Pizzaiolo

### Brasil
- Dia dos Tribunais de Contas

#### Estadual
- Dia do Ceará (aniversário do Estado do Ceará), em alusão à independência da então capitania em relação a Pernambuco, em 1799.

### Cristianismo
- Angelo Paoli
- Antão do Deserto
- Nossa Senhora de Absam
- Nossa Senhora de Pontmain
- Roseline de Villeneuve
- Sulpício

## Outros calendários
- No calendário romano era o 16.º dia (XVI) antes das calendas de fevereiro.
- No calendário litúrgico tem a letra dominical C para o dia da semana.
- No calendário gregoriano a epacta do dia é xiv.